# Lê Duy Thành
Lê Duy Thành (sinh năm 1969) là một cựu chính trị gia người Việt Nam. Ông nguyên là Chủ tịch Ủy ban nhân dân tỉnh Vĩnh Phúc nhiệm kỳ 2016-2021. Trong Đảng Cộng sản Việt Nam, ông từng là Phó Bí thư Tỉnh ủy Vĩnh Phúc, Bí thư Ban Cán sự Đảng Ủy ban nhân dân tỉnh Vĩnh Phúc.

## Thân thế và giáo dục
Ông sinh năm 1969 tại xã Vũ Di, huyện Vĩnh Tường, tỉnh Vĩnh Phúc.
Ông là tiến sỹ kinh tế.

## Sự nghiệp
Trước 2013, ông từng giữ các chức vụ: Cục phó Cục thuế tỉnh Vĩnh Phúc; Bí thư Huyện ủy Lập Thạch.
Tháng 12, năm 2013: ông được bầu làm Phó Chủ tịch Ủy ban nhân dân tỉnh Vĩnh Phúc.
Ngày 8/7/2020: tại Hội nghị lần thứ 33 Ban Chấp hành Đảng bộ tỉnh Vĩnh Phúc, ông được bầu giữ chức Phó Bí thư Tỉnh ủy.

## Khởi tố, Bắt tạm giam
Ngày 8 tháng 3 năm 2024, thông tin từ Trung tướng Tô Ân Xô, Người phát ngôn Bộ Công an, cho biết Cơ quan Cảnh sát điều tra đã khởi tố bị can, bắt tạm giam bà Hoàng Thị Thúy Lan (Bí thư Tỉnh ủy Vĩnh Phúc) về tội Nhận hối lộ.
Ngoài ra, ông Lê Duy Thành (Chủ tịch UBND tỉnh Vĩnh Phúc, Phó Bí thư Tỉnh ủy Vĩnh Phúc) cũng bị Bộ Công an khởi tố, bắt tạm giam về tội Nhận hối lộ.